# 2530 Shipka
2530 Shipka је астероид главног астероидног појаса са средњом удаљеношћу од Сунца која износи 3,016 астрономских јединица (АЈ).
Апсолутна магнитуда астероида је 11,7.